# Landkreis Schluckenau

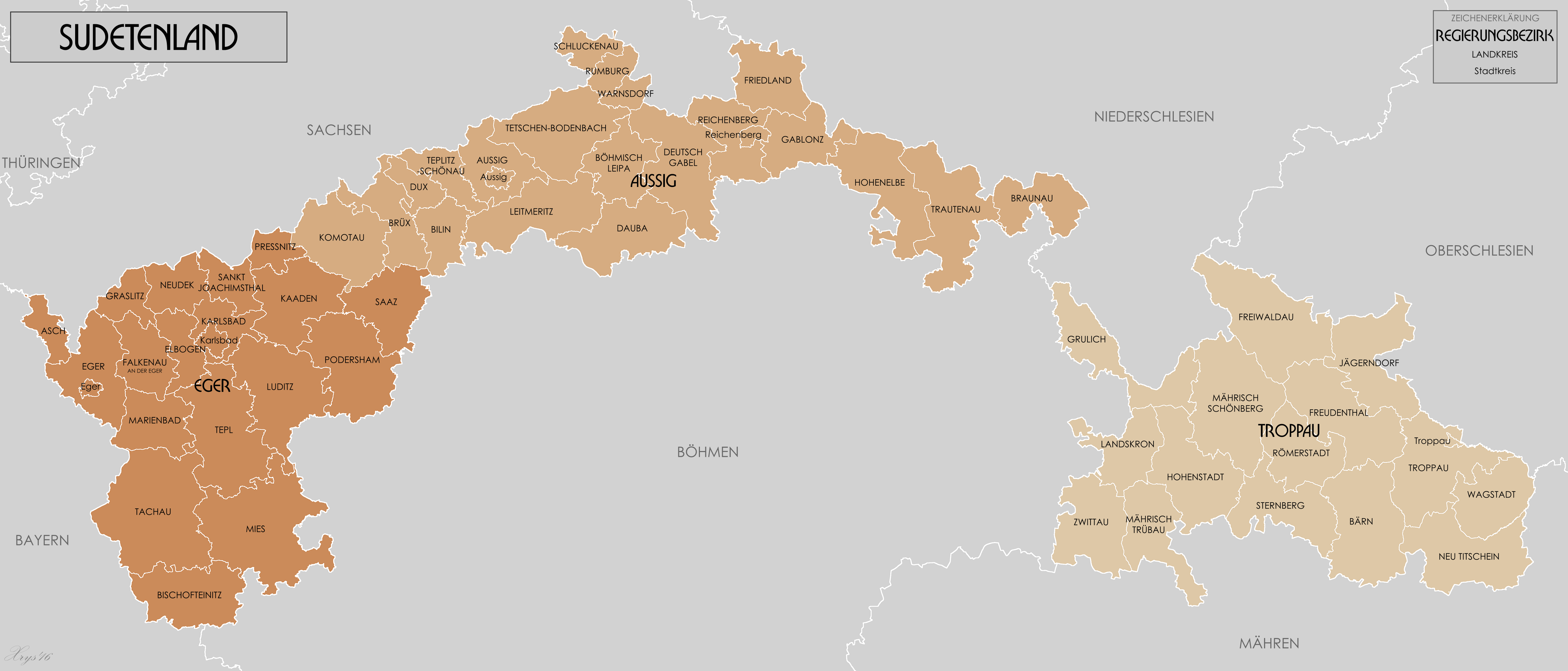
Verwaltungskarte des Reichsgaus Sudetenland

Der deutsche Landkreis Schluckenau lag im Böhmischen Niederland und bestand in der Zeit zwischen 1938 und 1945. Er umfasste am 1. Januar 1945
- die 6 Städte Groß Schönau, Hainspach, Nieder Einsiedel, Nixdorf, Schluckenau und Wölmsdorf und
- 14 weitere Gemeinden.

Am 1. Dezember 1930 hatte das Gebiet des Landkreises Schluckenau 37.157 Einwohner, am 17. Mai 1939 waren es 34.844 und am 22. Mai 1947 17.845 Bewohner.

## Verwaltungsgeschichte

### Tschechoslowakei / Deutsche Besatzung
Vor dem Münchner Abkommen vom 29. September 1938 gehörte der politische Bezirk Šluknov zur Tschechoslowakei.
In der Zeit vom 1. bis 10. Oktober 1938 besetzten deutsche Truppen das Sudetenland. Der politische Bezirk Šluknov trug fortan die frühere deutsch-österreichische Bezeichnung Schluckenau. Der politische Bezirk Schluckenau umfasste die Gerichtsbezirke Hainspach und Schluckenau. Seit dem 20. November 1938 führte der politische Bezirk Schluckenau die Bezeichnung „Landkreis“. Er unterstand bis zu diesem Tage dem Oberbefehlshaber des Heeres, Generaloberst Walther von Brauchitsch, als Militärverwaltungschef.

### Deutsches Reich
Am 21. November wurde das Gebiet des Landkreises Schluckenau förmlich in das Deutsche Reich eingegliedert und kam zum Verwaltungsbezirk der Sudetendeutschen Gebiete unter dem Reichskommissar Konrad Henlein.
Sitz der Kreisverwaltung wurde die Stadt Schluckenau.
Ab dem 15. April 1939 galt das Gesetz über den Aufbau der Verwaltung im Reichsgau Sudetenland (Sudetengaugesetz). Danach kam der Landkreis Schluckenau zum Reichsgau Sudetenland und wurde dem neuen Regierungsbezirk Aussig zugeteilt.
Zum 1. Mai 1939 wurde eine Neugliederung der teilweise zerschnittenen Kreise im Sudetenland verfügt. Danach blieb der Landkreis Schluckenau in seinen bisherigen Grenzen erhalten. Er trat aber an den Landkreis Rumburg die Stadt Georgswalde sowie die Gemeinden Alt Ehrenberg, Herrnwalde, Philippsdorf und Zeidler ab.
Bei diesem Zustand blieb es bis zum Ende des Zweiten Weltkriegs.

### Tschechoslowakei / Tschechische Republik
Seit 1945 gehörte das Gebiet bis zu ihrer Auflösung zur Tschechoslowakei. Heute ist es ein Teil der Tschechischen Republik.

## Landräte
1939–9999: Heinz Ritter
1939–1943: Alfred Kohla
1943–1945: ?

## Kommunalverfassung
Bereits am Tag vor der förmlichen Eingliederung in das Deutsche Reich, nämlich am 20. November 1938, wurden alle Gemeinden der Deutschen Gemeindeordnung vom 30. Januar 1935 unterstellt, welche die Durchsetzung des Führerprinzips auf Gemeindeebene vorsah. Es galten fortan die im bisherigen Reichsgebiet üblichen Bezeichnungen, nämlich statt:
- Ortsgemeinde: Gemeinde,
- Marktgemeinde: Markt,
- Stadtgemeinde: Stadt,
- Politischer Bezirk: Landkreis.

## Ortsnamen
Es galten die bisherigen Ortsnamen weiter, und zwar in der deutsch-österreichischen Fassung von 1918.

## Städte und Gemeinden
Stand 1. Juli 1941
- Fürstenwalde (Knížecí)
- Fugau (Fukov)
- Groß Schönau, Stadt (Velký Šenov)
- Hainspach, Markt (Lipová u Šluknova)
- Hilgersdorf (Severní)
- Kaiserswalde (Císařský)
- Königswalde (Království)
- Kunnersdorf (Kunratice)
- Lobendau (Lobendava)
- Neudörfel (Nová Víska)
- Neu Grafenwalde (Nové Hraběcí)
- Nieder Einsiedel, Stadt (Dolní Poustevna)
- Nixdorf, Stadt (Mikulášovice)
- Ober Einsiedel (Horní Poustevna)
- Röhrsdorf (Liščí)
- Rosenhain (Rožany)
- Schluckenau, Stadt (Šluknov)
- Wölmsdorf (Vilémov u Šluknova)